# Podgora (Dobrepolje)
Podgora (Duits: Unterberg in der Unterkrain) is een plaats in Slovenië en maakt deel uit van de gemeente Dobrepolje in de NUTS-3-regio Osrednjeslovenska. De plaats telde 114 inwoners op 1 januari 2020.

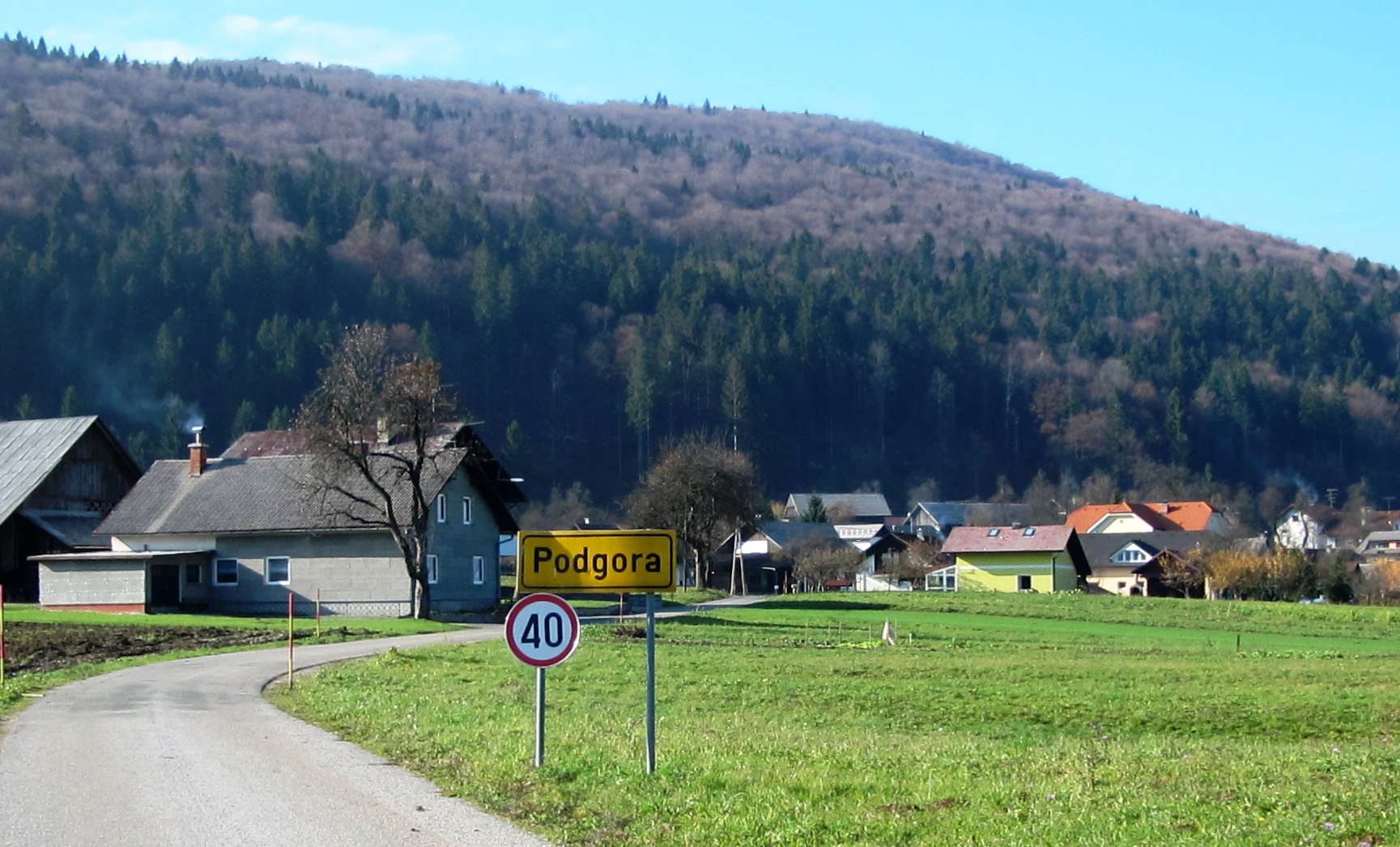
Podgora
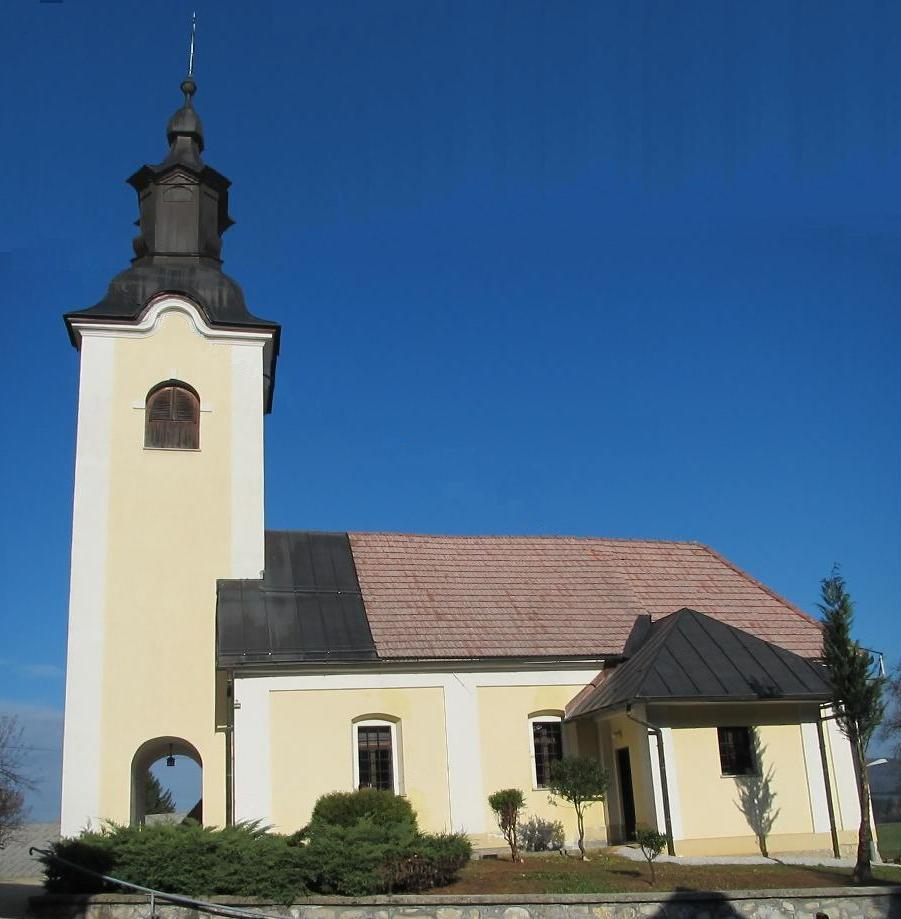
Kerk van Podgora